# Morrisons
Wm Morrison Supermarkets eller Morrisons er en britisk supermarkedskæde med 497 butikker i Storbritannien under brands som Morrisons, Safeway og McColl's. De har hovedkvarter i Bradford, West Yorkshire.
Virksomheden blev etableret i 1899 af William Morrison, der af Wm Morrison.
I 2021 havde Morrisons 110.000 ansatte og ca. 11 mio. ugentlige kunder.